# Coleophora hispanica
Coleophora hispanica é uma espécie de mariposa do gênero Coleophora pertencente à família Coleophoridae.